# جوني مور (لاعب كرة قاعدة)
جوني مور (بالإنجليزية: Johnny Moore)‏ هو لاعب كرة قاعدة أمريكي، ولد في 23 مارس 1902 في Waterville (Waterbury) ‏ في الولايات المتحدة، وتوفي في 4 أبريل 1991 في برادنتون في الولايات المتحدة.

## وصلات خارجية
- جوني مور على موقعبيزبول رفرنس.كوم (الدوري الرئيسي) (الإنجليزية)